# Frederick Calvert (cầu thủ bóng đá)
Frederick J. Calvert là một cầu thủ bóng đá người Anh thi đấu ở vị trí inside right cho Woolwich Arsenal ở Football League. Ông cũng thi đấu cho the Army.